# Khairul Anuar Mohamad
Khairul Anuar Mohamad (22 september 1991) is een Maleisisch boogschutter.

## Carrière
Anuar Mohamad speelde op de Olympische Spelen in 2012, hij won van Chu Sian Cheng, Xing Yu en Larry Godfrey maar verloor in de kwartfinale van Takaharu Furukawa met 2-6. Op de Spelen in 2016 won hij tegen Andres Pila maar verloor in de tweede ronde tegen de Duitser Florian Floto.
Hij nam deel aan het wereldkampioenschap in 2011 en versloeg Jacek Proc en Rahmat Sulistiawan. In 2013 won hij van Pearu Jakob Ojamae, Haziq Kamaruddin en Juan Rodríguez maar verloor van Im Dong Hyun in de vierde ronde. In 2015 verloor hij in de eerste ronde van Jon Chol. In 2017 won hij van Dominik Irrasch en Taylor Worth maar verloor in de derde ronde van Wei Chun-Heng. In 2019 won hij een zilveren medaille daarvoor moest hij langs Dat Manh Nguyen, Riau Ega Agatha, Dan Olaru, Marco Galiazzo, Jack Williams en Md Ruman Shana maar verloor in de finale van de Amerikaan Brady Ellison.
In de World Cup wist hij in 2011 een zilveren medaille te winnen in Shanghai zowel individueel als met het Maleisische team. In 2013 won hij terug een zilveren medaille nu in Medellin. In 2017 won hij twee bronzen medaille in Salt Lake City zowel individueel als in de landencompetitie.

## Erelijst

### Wereldkampioenschap
- 2019:  ’s-Hertogenbosch (individueel)

### World Cup
- 2011:  Shanghai (individueel)
- 2011:  Shanghai (team)
- 2013:  Medellin (team)
- 2017:  Salt Lake City (individueel)
- 2017:  Salt Lake City (team)